# Agrotis connexus
Agrotis connexus är en fjärilsart som beskrevs av Adrian Hardy Haworth 1803. Agrotis connexus ingår i släktet Agrotis och familjen nattflyn. Inga underarter finns listade i Catalogue of Life.